# 51P/Harrington
51P/Harrington – kometa krótkookresowa, należąca do rodziny Jowisza.

## Odkrycie
Kometa została odkryta 14 sierpnia 1953 roku przez amerykańskiego astronoma Roberta Harringtona w Obserwatorium Palomar (Kalifornia). W nazwie znajduje się zatem nazwisko odkrywcy.

## Orbita komety i właściwości fizyczne
Orbita komety 51P/Harrington ma kształt elipsy o mimośrodzie 0,54. Jej peryhelium znajduje się w odległości 1,70 j.a., aphelium zaś 5,73 j.a. od Słońca. Jej okres obiegu wokół Słońca wynosi 7,16 roku, nachylenie do ekliptyki to wartość 5,42˚.
Jądro tej komety ma rozmiary 4,8 km. Rozpadło się ono tworząc osobną kometę 51P/Harrington-A.